# La Liberté en colère
Pour plus de détails, voir Fiche technique et Distribution.
La Liberté en colère est un film documentaire québécois réalisé par Jean-Daniel Lafond, sorti en 1994.

## Synopsis
Les membres du Front de libération du Québec tels que Pierre Vallières, Charles Gagnon, Francis Simard et Robert Comeau échangent sur leur militantisme au début des années 1970. Plus de vingt ans après cette période agitée d’affirmation nationale au Québec, le récit de leurs visées sociale et politique, émaillé de films d’archives et de chansons de Plume Latraverse, montre comment l’enjeu de la liberté d’une nation est et peut demeurer incontournable.

## Fiche technique
- Titre : La Liberté en colère
- Titre anglais : Freedom Outraged
- Réalisation : Jean-Daniel Lafond
- Scénario et textes : Francis Simard et Jean-Daniel Lafond
- Musique : Plume Latraverse
- Photographie : Martin Leclerc
- Montage : Babalou Hamelin
- Son : Jacques Drouin, Yves Gendron, Esther Auger, Serge Beauchemin et Marie-France Delagrave
- Production : Iolande Cadrin-Rossignol
- Société de production : Office national du film du Canada
- Pays :  Canada
- Genre : Documentaire
- Durée : 73 minutes
- Dates de sortie : 
  -  Canada : 1994

## Participation
- Pierre Vallières : lui-même, ex-felquiste et documents d’archives
- Francis Simard : lui-même, ex-felquiste et documents d’archives
- Charles Gagnon : lui-même, ex-felquiste et documents d’archives
- Robert Comeau : lui-même, ex-felquiste et professeur d’Histoire à l’UQAM
- Plume Latraverse : lui-même (Fantôme de la liberté)
- Michel Chartrand : lui-même, syndicaliste et documents d’archives
- Luc Bélisle : lui-même, journaliste
- Robert Latendresse : lui-même, journaliste
- Laurier Alarie : lui-même
- René Gagnon : lui-même (Le cousin de Bic)
- Gaston Guy : lui-même (L'ami de Rimouski)
- Lucien Bouchard : lui-même (Soirée référendaire de 1992 à la télévision)
- Michel Garneau : lui-même (Lecteur du manifeste du FLQ, document d’archives)
- Jacques Parizeau : lui-même (Soirée référendaire de 1992 à la télévision, document d’archives)
- Pierre Trudeau : lui-même (Premier ministre du Canada, document d’archives)
- Michaëlle Jean : elle-même, journaliste